# Guadalupe Campanur Tapia
Guadalupe Campanur Tapia (Cheran, México 1986 - 2018) foi uma ativista indígena mexicano de direitos ambientais. Em 2018, ela foi lembrada pela ONU Mulheres.

## Trabalho
Em 2011, Guadalupe ajudou a remover o governo local e participou ativamente da segurança local para patrulhar florestas municipais. Ela estava entre os líderes indígenas de Cherán, que conscientizaram o povo para proteger suas florestas contra a extração ilegal de madeira. Seu trabalho para idosos, crianças e trabalhadores fez dela uma figura importante em sua comunidade.

## Morte
Ela foi morta em Chilchota, Michocán, México em 16 de janeiro de 2018. Ela foi encontrada estrangulada e os suspeitos ainda não foram identificados.